# Herba escombrera
L'herba escombrera, cabeçuda, escombra, granellons, granera, herba de graneres, herba granera o raspallera (Mantisalca salmantica), és una planta amb flors de la família de les asteràcies.
Addicionalment pot rebre els noms de baleges, baleja, bracella, bracera, bracera fina, braceres, cabeçudes, caps de burro, centàurea raspallera, escoba, escobes, escombrera, granadisses, graneres, herba de fer ramassos, herba ramassera, marxinera, ramassera, raspall, raspallera vera i roma. També s'han recollit les variants lingüístiques centaura raspallera, grenallons i rasparella.

## Morfologia

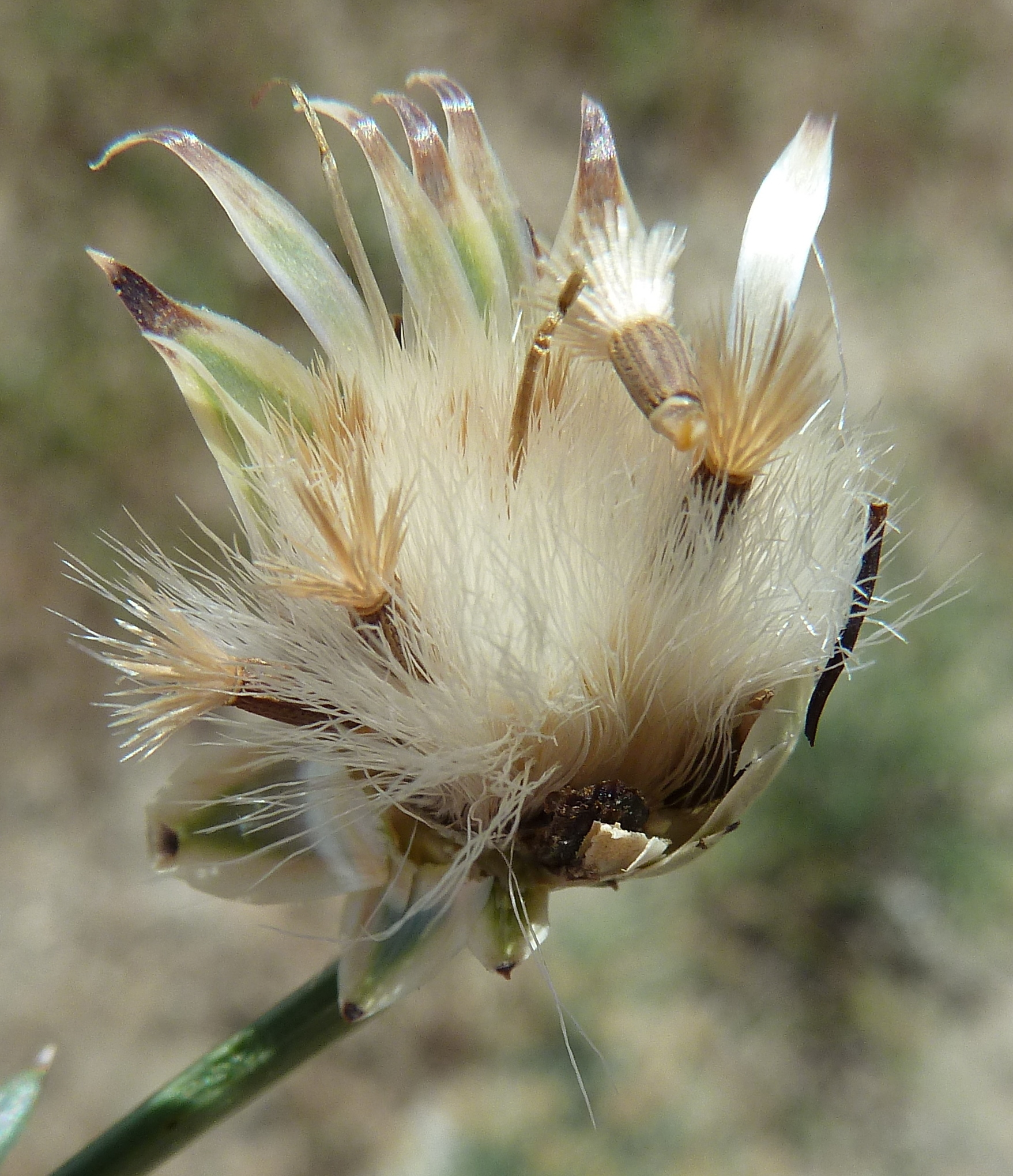
Mantisalca salmantica; aquenis (cípseles) i bràctees internes

Planta glabra per dalt i pubescent per baix, que durant el seu primer any de vida desenvolupa una roseta de fulles peludes, profundament dividides, per a créixer fins a gairebé 1 m d'alçada en el segon. Les fulles inferiors són oblongues i pinnado-lobulades, les superiors linear-lanceolades o oblongues, una mica dentades o pinnado-dividides. Les de l'extrem superior són lineals amb dents molt punxegudes, gairebé espinoses, o sense.
Les tiges són febles, anguloses i de color verd solcat longitudinalment per línies més clares. Cadascun rematada en un capítol d'uns 2,5 cm de diàmetre, ovoide cònic fins a gairebé globular, fortament restringida a l'àpex, amb bràctees involucrals negroses cap a l'extrem i proveïdes d'una espina apical generalment curta, excepte les més internes que no tenen ella. Les flors del capítol, totes flòsculs, tenen un color rosat / morat variable. Els fruits (aquenis) mesuren uns 3 mm de llarg (sense el vil·là), són d'un marró fosc, amb costelles longitudinals i ganyotes inter-costals obliqües, el vil·là que el corona - que és pràcticament de la mateixa longitud que la resta de l'aqueni - està format per fines escates punxegudes blanquinoses no plomoses.
El seu nombre cromosòmic és 2n=22

## Ecologia
Habita a la conca del Mediterrani, incloent Israel, Marroc i Mallorca (Illes Balears), però exceptuant Còrsega i Creta. Introduïda o sub-espontània a Suïssa. Ha estat introduïda localment al sud-oest dels Estats Units (Califòrnia i Arizona). És una planta ruderal que prolifera en llocs àrids, erms, cunetes i hàbitats rocosos secs.

## Taxonomia
El seu nom científic és un joc de paraules que consta, tant per al gènere com per a l'espècie, d'idèntiques síl·labes en diferent ordre. Més precisament, el nom genèric és un anagrama del seu epítet «salmantica», que significa «de Salamanca». És l'espècie tipus del gènere Mantisalca.

## Usos
Té propietats hipoglucèmiques;

i no seria tòxica, fins i tot a dosis altes.
Encara recentment - i potser encara avui dia - s'usava com a matèria primera en la majoria de les comarques rurals mediterrànies i ibèriques per a la fabricació dels «escobones bastos» d'aquí nombrosos dels seus noms populars en castellà d'Espanya.

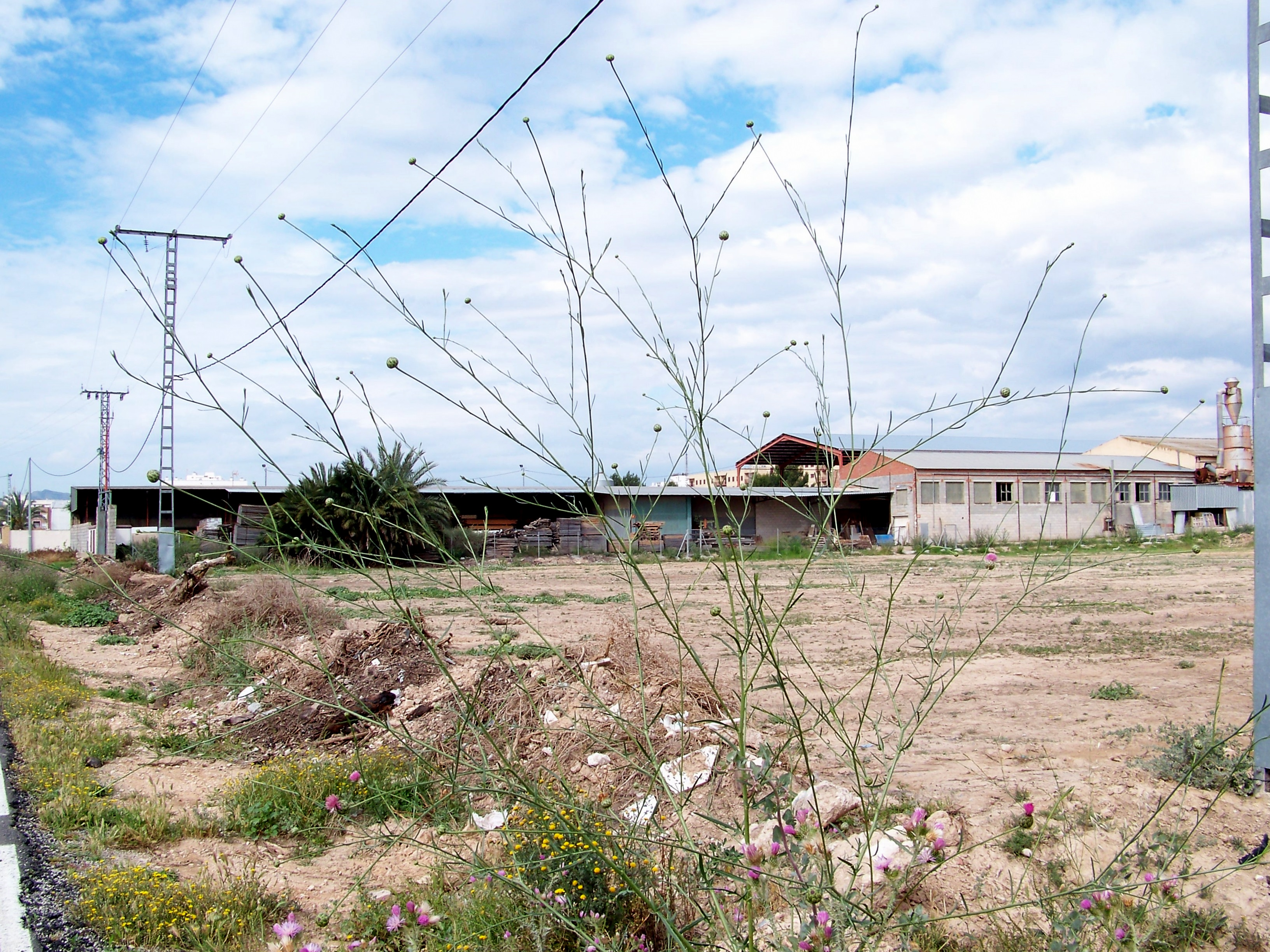
Mantisalca salmantica; aspecte general i fulles superiors
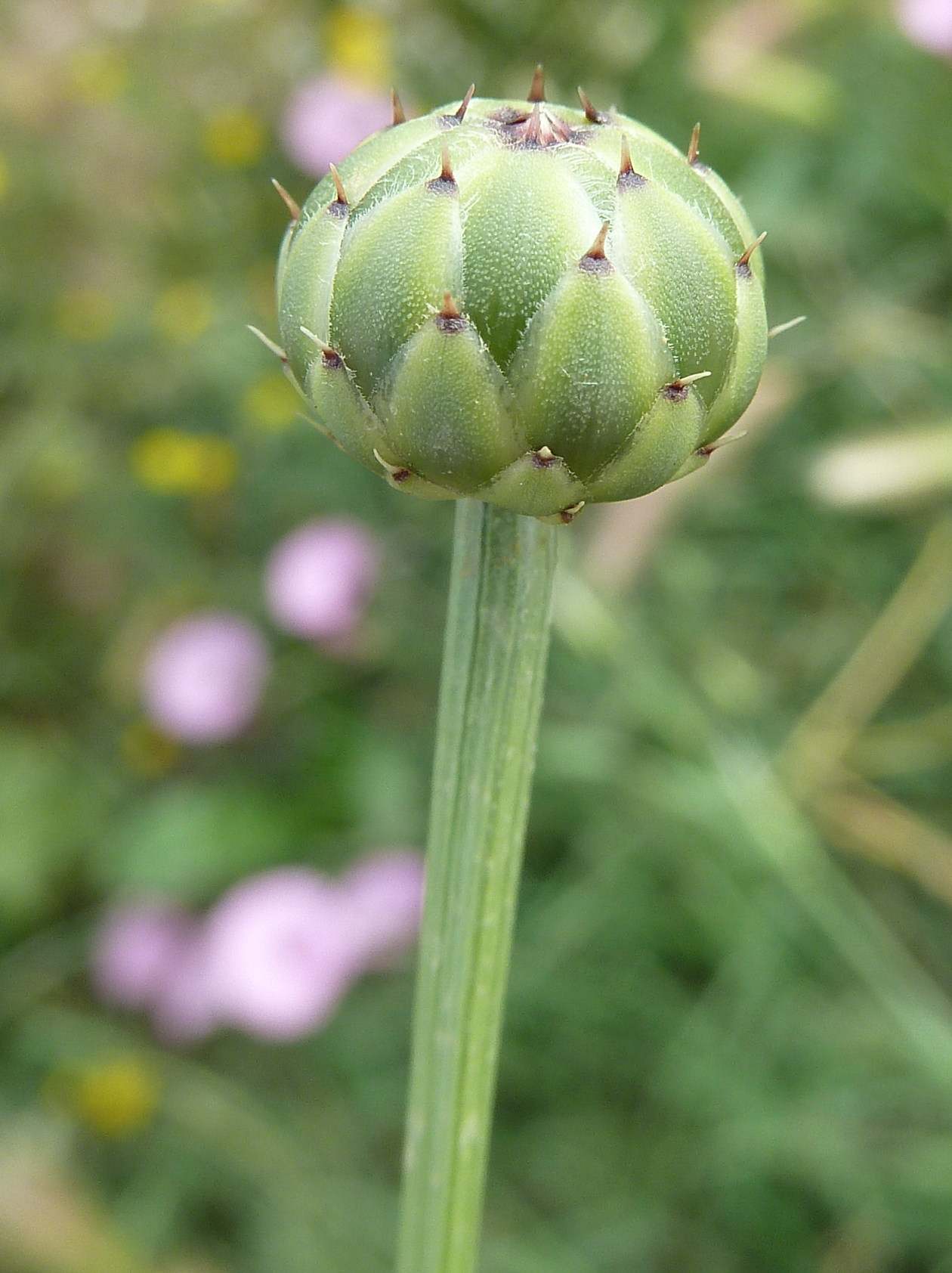
Mantisalca salmantica; prefloració
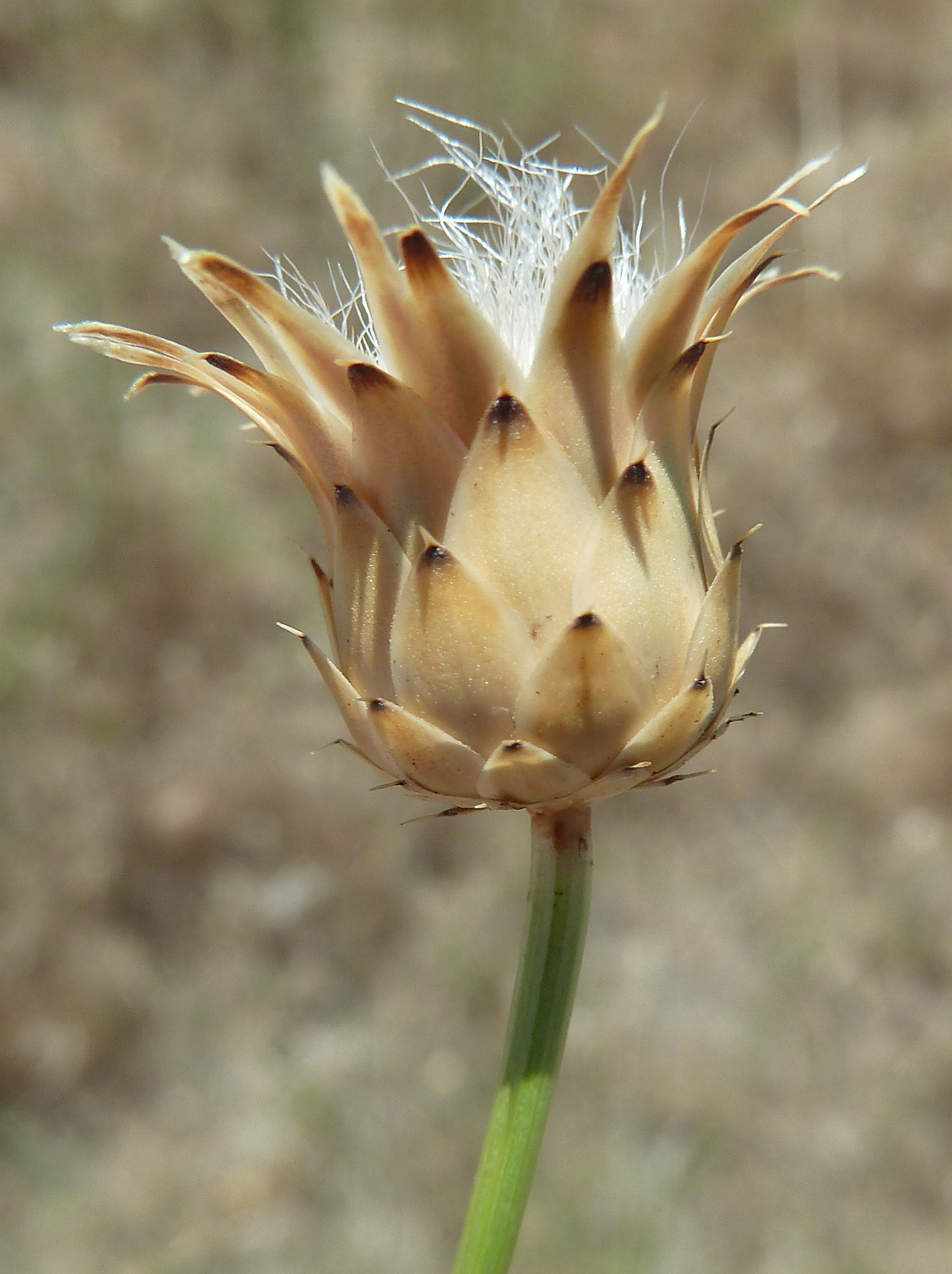
Mantisalca salmantica; post-floració
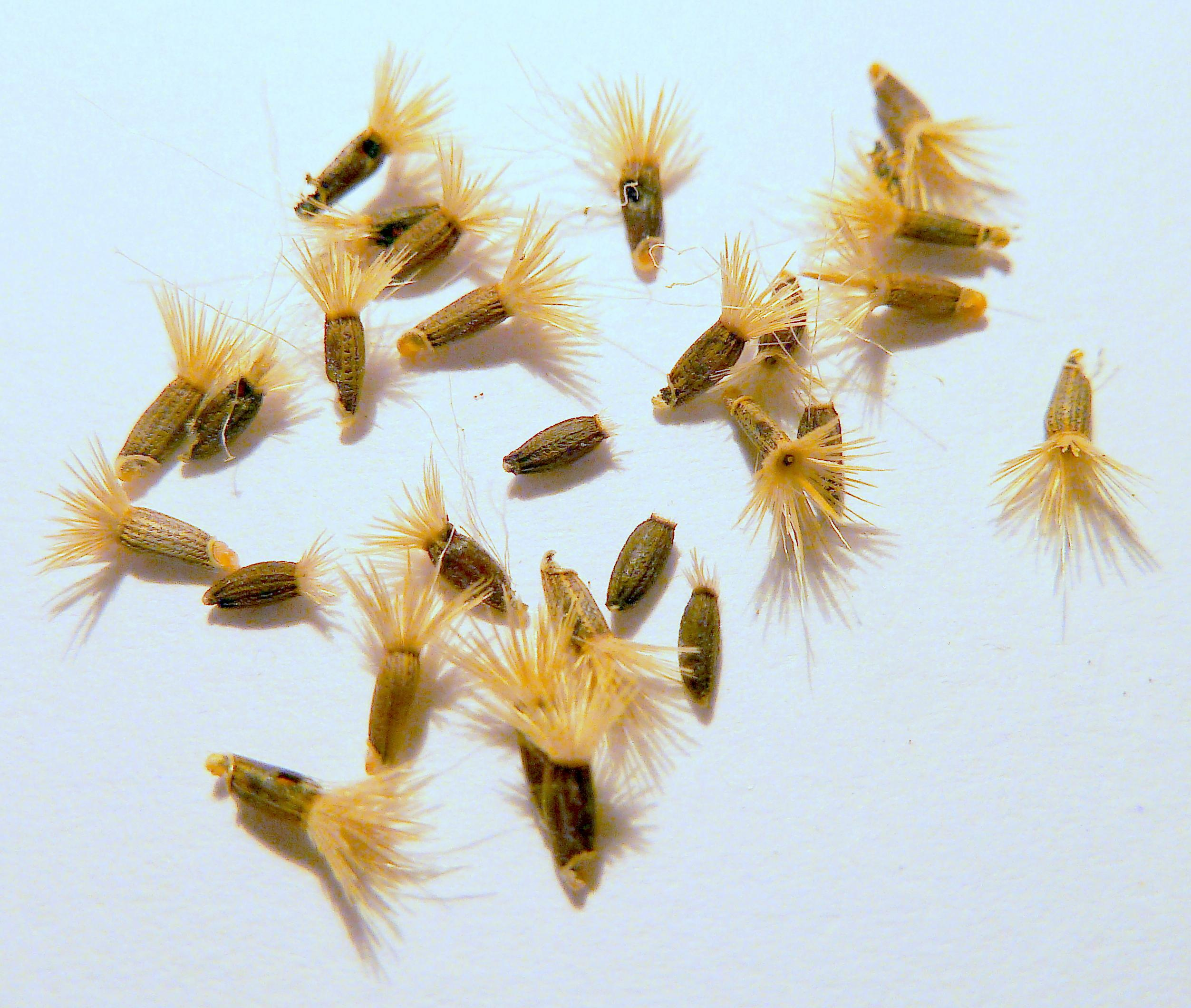
Mantisalca salmantica; cípseles algunes amb l'eleosoma